# SN 2001cs
SN 2001cs – supernowa typu Ia odkryta 20 maja 2001 roku w galaktyce A132517+2713. W momencie odkrycia miała maksymalną jasność 23,50m.